# Szlaczkoń sylwetnik
Szlaczkoń sylwetnik (Colias crocea) – gatunek motyla dziennego z rodziny bielinkowatych (Pieridae).

## Opis
Wierzchnia strona ciała zabarwiona jest żółtopomarańczowo z czarnym brzegiem wszystkich 4 skrzydeł oraz również czarną plamką nieopodal środka skrzydła przedniego. Spodnia strona nie posiada natomiast czarnego zabarwienia brzegów, ogólnie jest jaśniejsza z pojawiającym się zwłaszcza na skrzydłach przednich zielonkawym odcieniem. Po ich spodniej stronie także ujrzeć można czarną plamkę, może mieć ona jednak jasny środek. Z kolei skrzydło tylne ma na spodzie plamkę białą, nad którą zwykle widnieje biała albo i czarna kropka. Czasami obecny jest także rząd czarnych cętek.
Samice różnią się samców posiadaniem rzędu żółtych kropek na czarnym brzegu skrzydeł. Niewielka ich część zabarwiona jest na kolor bladokremowy, a nie złotawy, jak ma to zwykle miejsce. Odróżniano je jako tzw. formę helice, ale sądzi się raczej, że bladszy kolor jest wynikiem bardziej suchych warunków.
Podczas lotu motyla tego łatwo odróżnić dzięki intensywnie żółtej barwie, jaśniejszej niż u latolistka cytrynka (Gonepteryx rhamni). Blade samice można pomylić z C. hyale i C. C. sareptensis. Jednak nawet najbledsza samica z gatunku C. crocea posiada czarny deseń, zwłaszcza na tylnych skrzydłach.

## Występowanie
Motyl ten rozmnaża się w północnej Afryce i południowej Europie, na wschodzie zaś aż po Turcję. W Europie pojawia się zwykle w lecie, przy czym przy dobrej pogodzie pojedyncze osobniki można spotkać nawet w Skandynawii. W Azji zapuszcza się aż po Syberię i do Indii, jednakże w Azji Środkowej nie spotyka się tego gatunku.
Ten migrujący motyl znany jest z masowych przelotów i kolejnych sezonów rozrodczych zwanych w Wielkiej Brytanii "clouded yellow years". Warte wspomnienia były te w latach 1877, 1947, 1983, 1992, 1994, 1996 i 2000.

## Rozmnażanie
W północnej Afryce i na południu Europy owady te rozmnażają się cały rok. Jaja składane są pojedynczo na liściach roślin. Gąsienice przy ciepłej pogodzie rosną szybko i przepoczwarzają się po miesiącu. Trwa to kolejne 2 albo 3 tygodnie, co oznacza, że w jednym roku mogą powstać więcej niż 3 pokolenia, gdy dorosłe latają jeszcze na początku listopada.

## Rośliny żywicielskie gąsienic
Owady te zjadają rośliny strączkowe, Faboideae. Na Wyspach Brytyjskich szczególnie lubią koniczynę i lucernę siewną, rzadziej spożywają komonicę zwyczajną.

## Synonimy
Colias croceus f. deserticola Verity, 1909

Colias croceus f. helice

Colias croceus f. helicina Oberthür, 1880

Colias croceus f. mediterranea Stauder, 1913

Colias edusa (Fabricius, 1787) (non Fabricius, 1777: Pontia edusa)

Colias edusa f. obsoleta Grüber, 1929

Papilio croceus Fourcroy, 1785

Papilio edusa Fabricius, 1787 (non Fabricius, 1777: Pontia edusa)

## Galeria

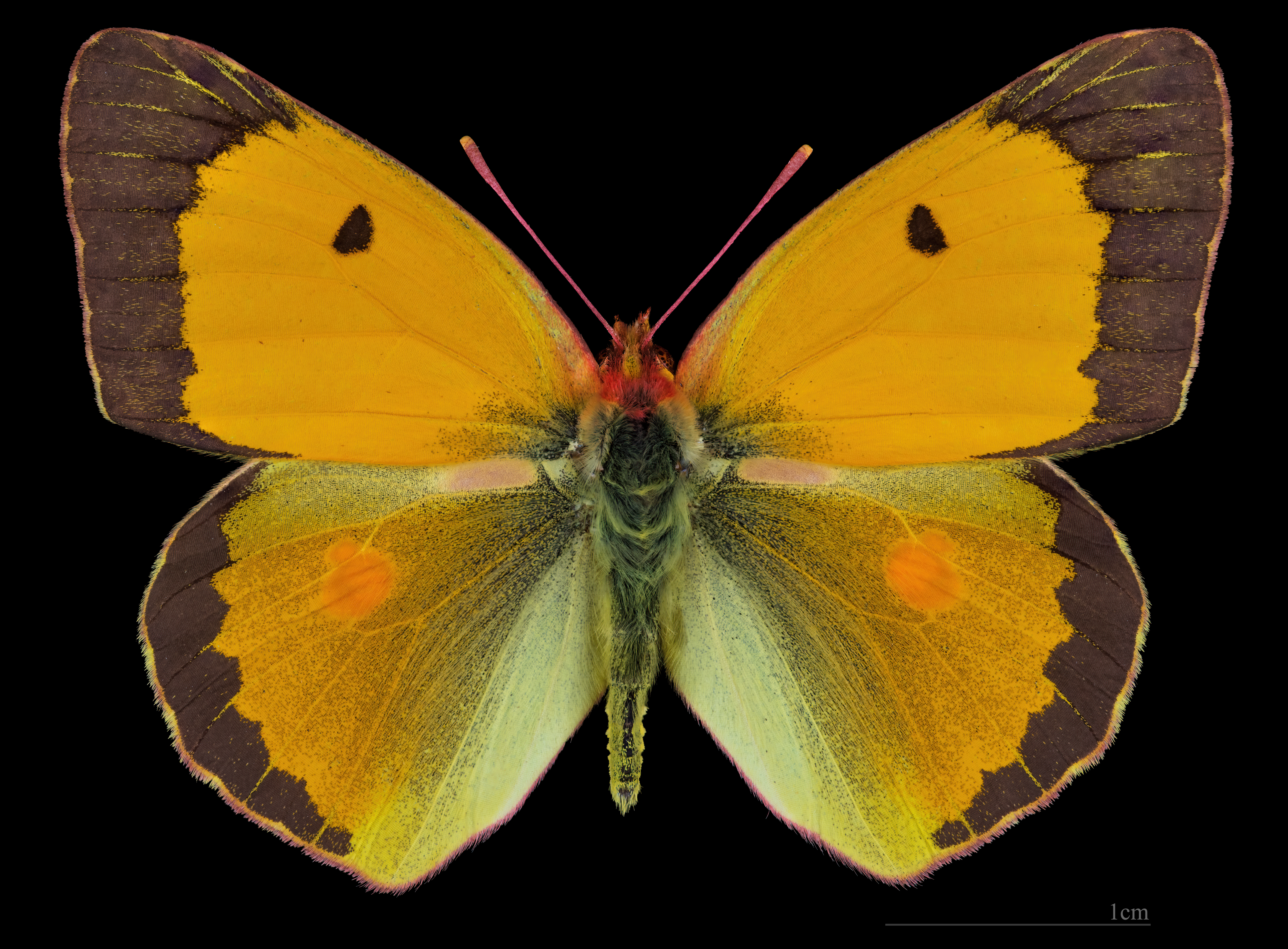
Colias croceus croceus ♂
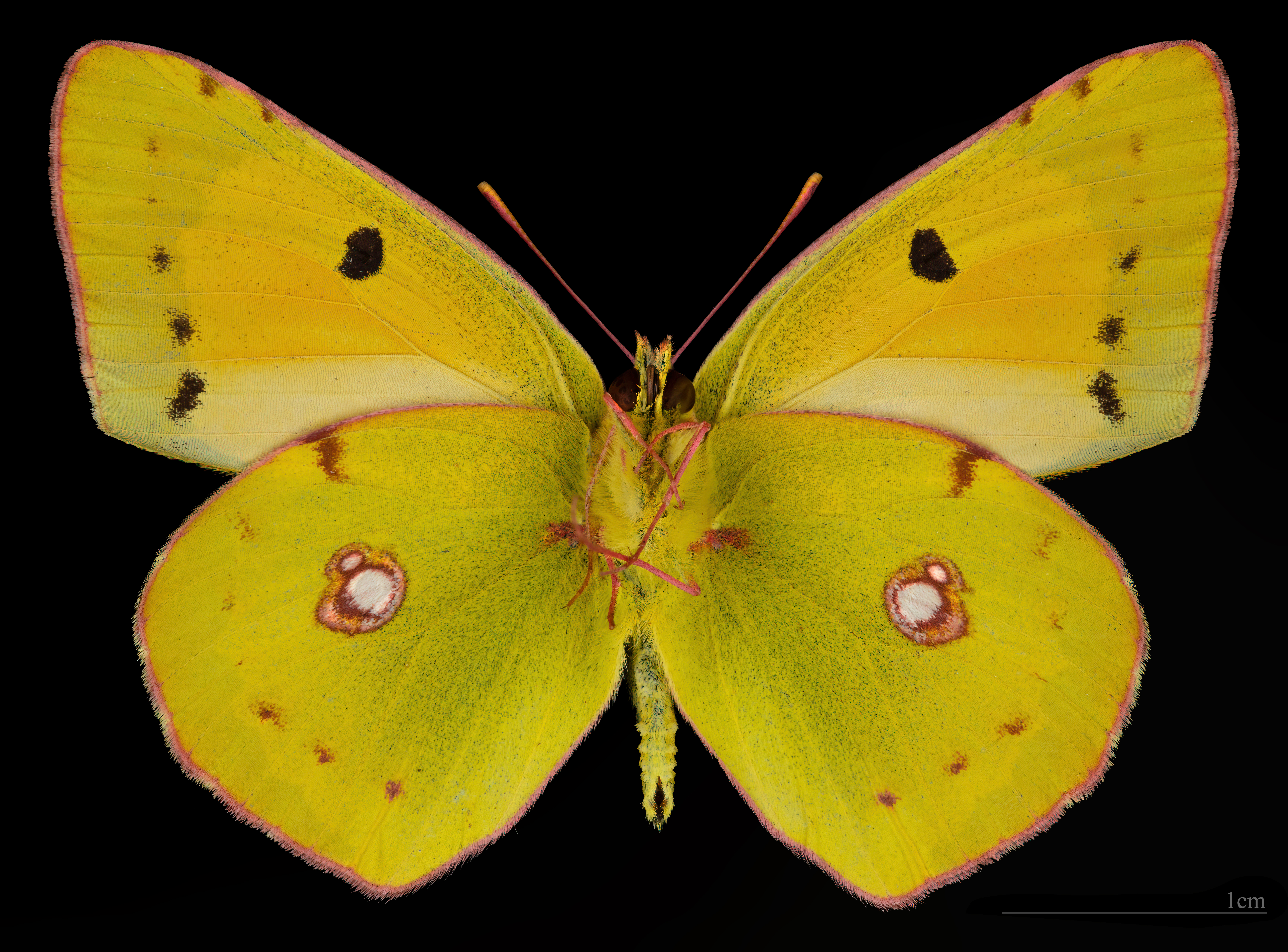
Colias croceus croceus ♂ △
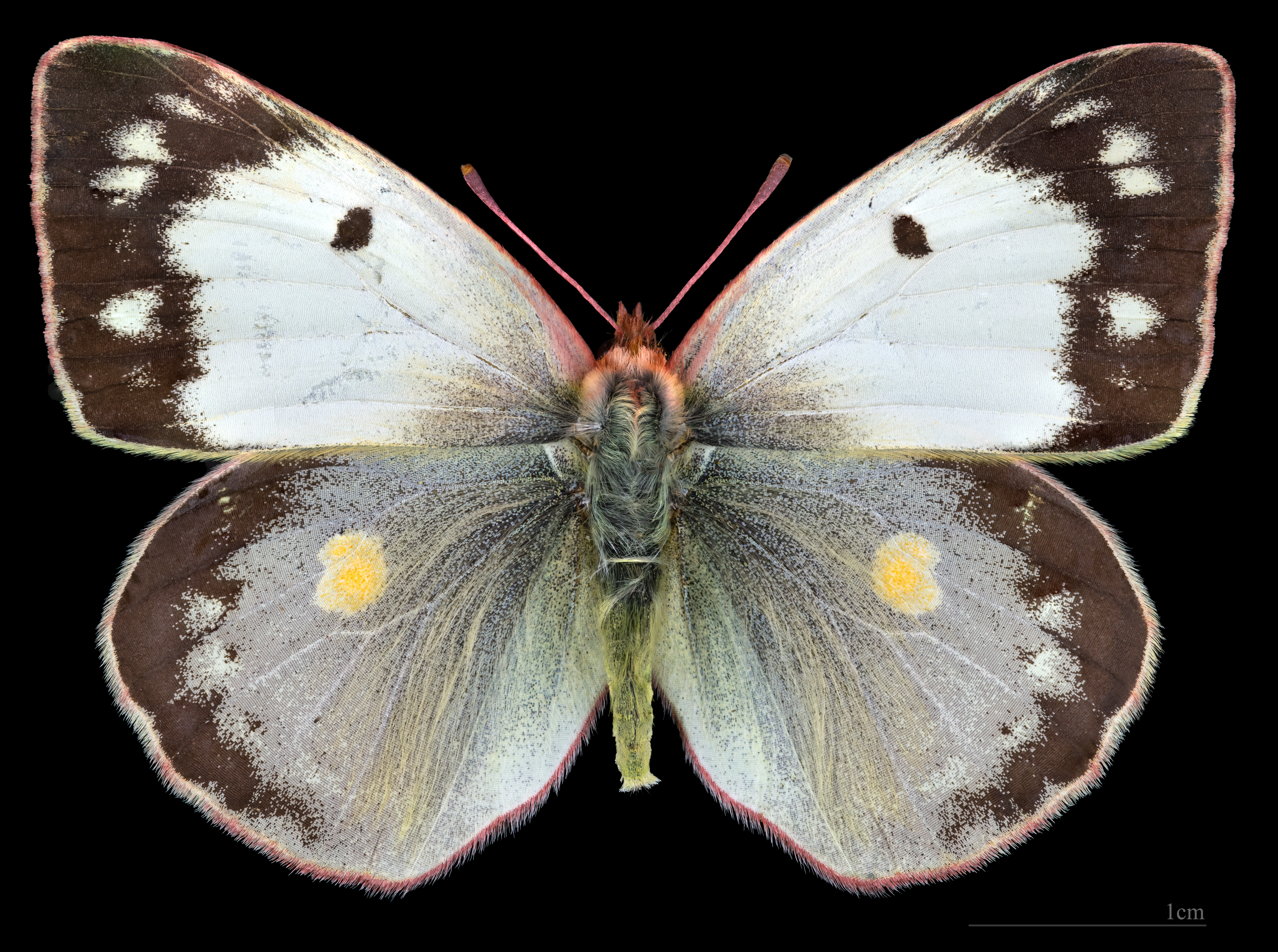
Colias croceus f. helice ♀
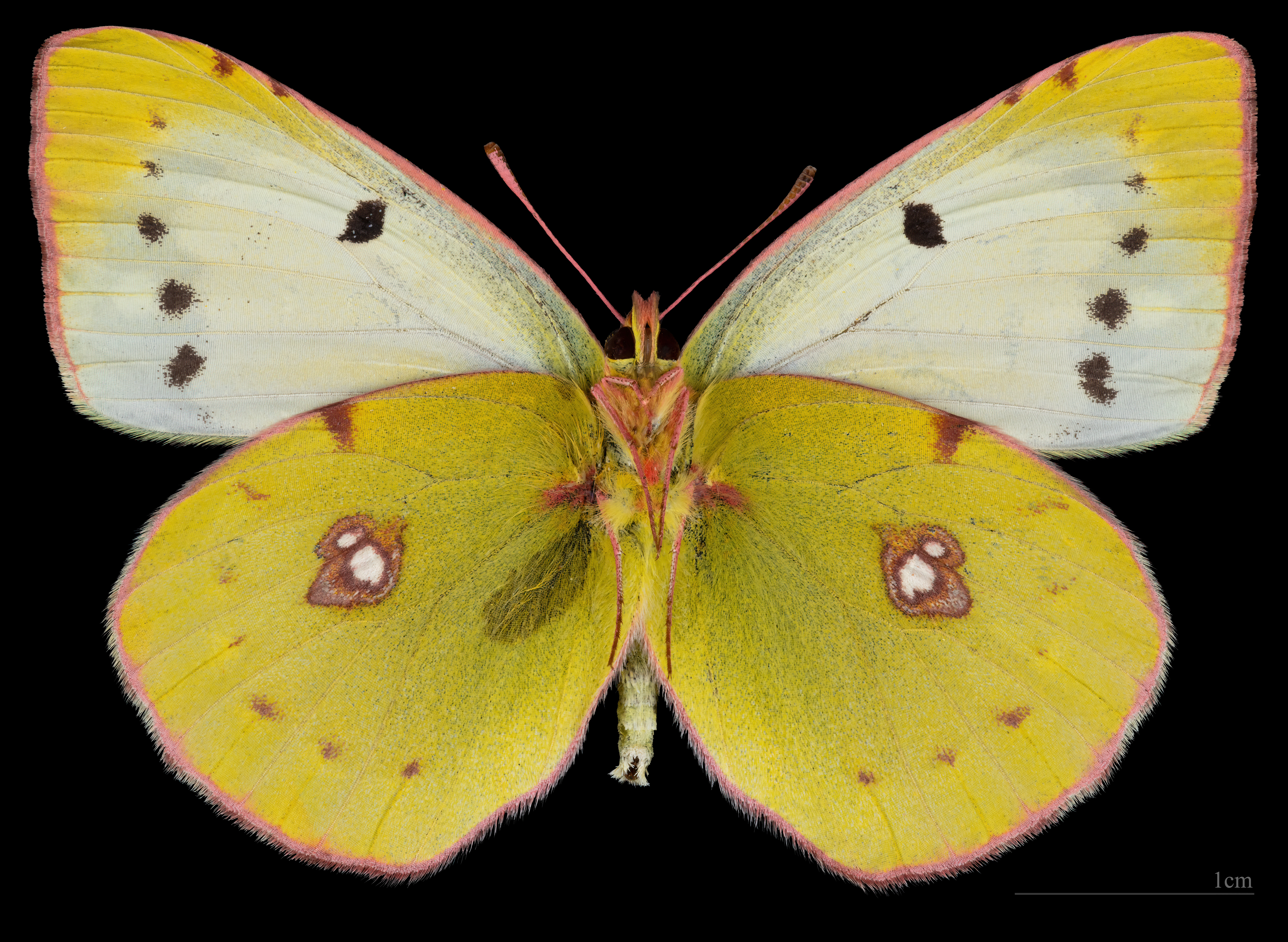
Colias croceus f. helice ♀  △
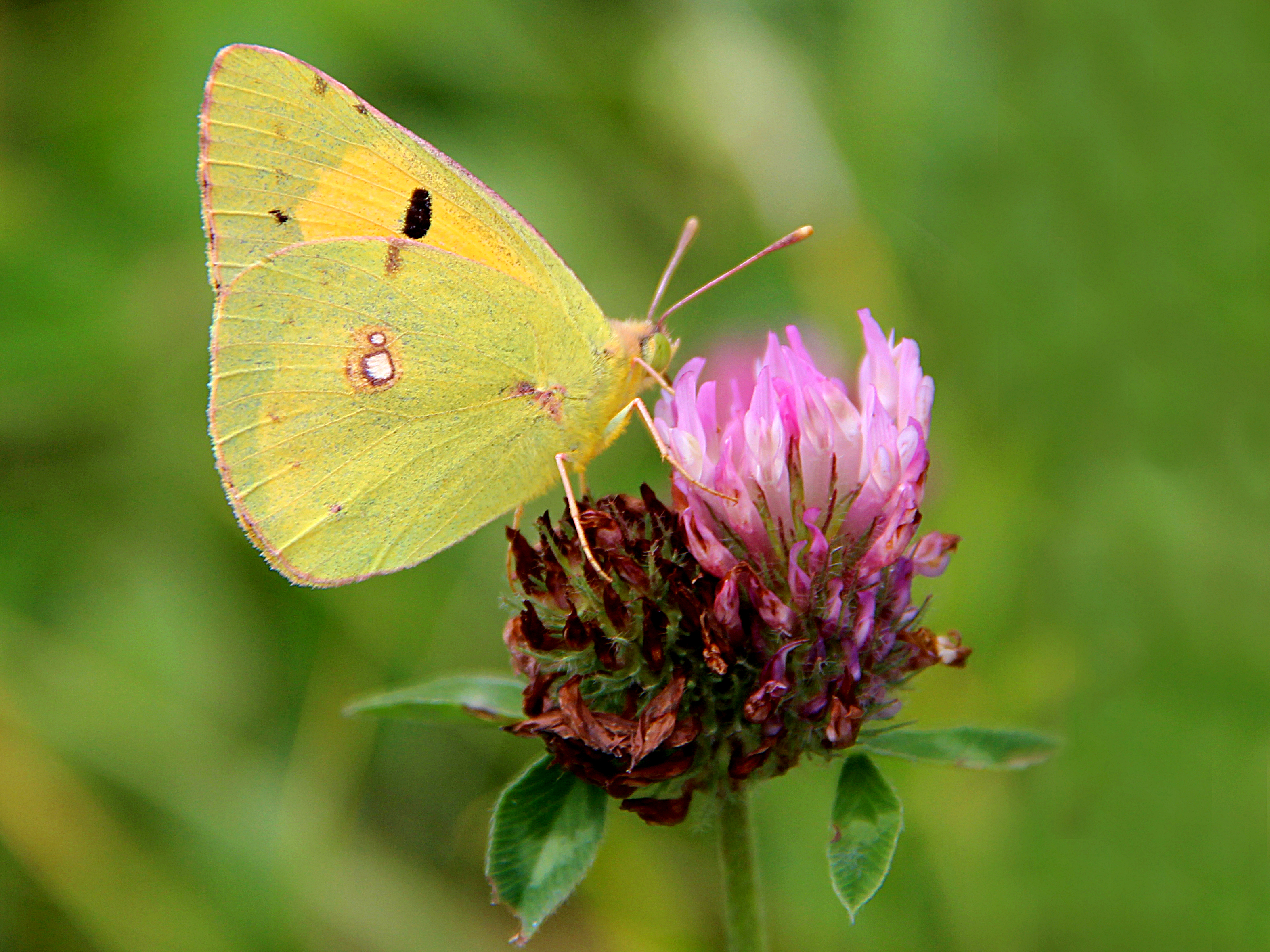
Spodu skrzydła - Colias croceus (♀)